# Iridopsis subferraria
Iridopsis subferraria là một loài bướm đêm trong họ Geometridae.